# Carrapicho
Carrapicho war eine brasilianische Musikgruppe, die in den 1980er-Jahren in Manaus gegründet wurde. Die Mitglieder stammten aus dem Bundesstaat Amazonas. Bekannt wurde die Gruppe vor allem durch ihren Hit Tic, Tic Tac aus dem Jahr 1996, der in mehreren Ländern Spitzenplatzierungen erreichte. Sänger und Frontmann war Zezinho Corrêa. Weltweit verkaufte Carrapicho über 15 Millionen Tonträger.

## Geschichte
Carrapicho wurde 1980 in Manaus gegründet. Anfangs spielte die Gruppe überwiegend Forró, einen in Nordbrasilien verbreiteten Musikstil, und erlangte in dieser Region schnell Bekanntheit. Ende der 1980er Jahre integrierte die Band zunehmend Lieder und Rhythmen des Parintins-Folklore-Festivals, behielt den Forró-Stil jedoch bei.
Der internationale Durchbruch gelang 1996, als der französische Sänger Patrick Bruel das Lied Tic, Tic Tac entdeckte und in Frankreich veröffentlichte. Dort erreichte es Platz 1 der Charts; auch in anderen europäischen Ländern wie Belgien und Spanien kam der Titel in die Top Ten. In Kanada erreichte das Lied Platz 14, in Brasilien Platz 34 der Jahrescharts.
In Brasilien traten Carrapicho im selben Jahr in der Fernsehsendung Domingo Legal des Moderators Gugu Liberato auf, was ihre Popularität im Inland steigerte.
1997 wurde eine Remix-Version mit der brasilianischen Girlgroup Chilli veröffentlicht, produziert vom deutschen Musiker Frank Farian. Das Lied wurde außerdem in russischer Sprache von dem uigurischen Sänger Murat Nassyr unter dem Titel „Мальчик хочет в Тамбов“ gecovert.
Die Gruppe verstand ihre Arbeit als Beitrag zur Verbreitung der amazonischen Kultur weltweit. Auch nach ihrem internationalen Erfolg blieb Forró ein zentraler Bestandteil ihres Repertoires.
Zwischen 2002 und 2007 legte Carrapicho eine Pause ein. Am 6. Februar 2021 starb Leadsänger Zezinho Corrêa im Alter von 69 Jahren an den Folgen von COVID-19.

## Mitglieder
- Zezinho Corrêa – Gesang
- Raimundo Nonato do Nascimento – Perkussion, Backgroundgesang
- Roberto Bezerra de Oliveira (Bopp) – Akustik- und E-Gitarre
- Robertinho Chaves – E-Gitarre, Charango
- Rosilvado Cordeiro – E-Gitarre, Charango
- Ailton Arruda – E-Gitarre, Charango
- Mauro Drummond – E-Gitarre, Charango
- Otavio Rodrigues da Silva – E-Bass
- Edson Ferreira do Vale – Akkordeon
- Carlinhos Bandeira – Keyboard
- Ronalto Jesus (Chinna) und Luciano Canindé – Schlagzeug, Perkussion

### Tänzerinnen und Tänzer
- Ianael Santos
- Tatiana Oliveira
- Hira Mesquita
- Hudson Praia

## Diskografie
- 1983: Carrapicho – Continental
- 1985: Grupo Carrapicho – Gravasom
- 1987: Forró Gingado – Continental
- 1988: Êita! Chegou A Hora! – GEL Chantecler
- 1989: Com Jeitinho Doce – Chantecler / Continental
- 1992: Sacolejo – Continental
- 1994: 13 anos de sucesso – Continental
- 1994: Baticundum – Independent
- 1995: Bumbalanço – Independent
- 1996: Grandes Sucessos – Independent
- 1996: Festa do boi bumba – BMG
- 1997: Rebola – BMG
- 1998: Quero Amor – BMG
- 2000: Trem de Marrakesh – Universal Music
- 2001: Gente da Floresta – Universal Music
- 2002: Carrapicho no Forró – Universal Music
- 2004: Ritmo Quente – Sound Brazil/Free Sound